# Stictoleptura tripartita
Stictoleptura tripartita là một loài bọ cánh cứng trong họ Cerambycidae.